# Clermont-sur-Lauquet
Clermont-sur-Lauquet è un comune francese di 23 abitanti situato nel dipartimento dell'Aude nella regione dell'Occitania.

## Società

### Evoluzione demografica
Abitanti censiti